# Фёдор Потапов (Самусь)
Фёдор Потапов по прозвищу Самусь — легендарный партизан 1812 года.

## Общая информация
В разгроме вторгшейся в 1812 году в Россию армии Наполеона немалую роль сыграло партизанское движение. Однако, по современным представлениям, необходимо четко различать в составе партизанской войны 1812 года два разных явления:
1) Так называемые Летучие отряды, сформированные из армейской кавалерии и казаков по приказу Кутузова, возглавляемые офицерами регулярной армии и действовавшие на коммуникациях противника, а также в качестве разведки армии.
2) Крестьянские отряды самообороны, возникавшие стихийно из местных жителей (не только, но преимущественно крестьян) и занимавшиеся обороной своих населённых пунктов от мелких отрядов неприятеля.
Если командирами Летучих отрядов были офицеры-дворяне, биографии которых хорошо известны, то командиры крестьянских отрядов самообороны, к сожалению, не вызывали у образованных современников особого интереса, так что до нас дошло всего несколько достоверных имён (трое — Василиса Кожина, Герасим Курин и Егор Стулов, известны также по прижизненным портретам).
В советское время историки, напротив, были заинтересованы в том, чтоб акцентировать внимание на участии в войне простого народа, однако обнаружить документы, подтверждающие те или иные факты, было к тому времени уже затруднительно.

## Партизан Потапов
В своей классической работе советский историк академик Тарле, в частности, писал

… Уже и в первую половину войны, когда и главный пионер партизанского движения Денис Давыдов не выступал ещё со своим предложением, крестьянская масса уже начинала партизанскую борьбу. Степан Ерёменко, рядовой Московского пехотного полка, раненый и оставленный в Смоленске, бежал из плена и организовал из крестьян партизанский отряд в 300 человек. Самусь собрал вокруг себя около 2 тысяч крестьян и совершал смелые нападения на французов. Крестьянин Ермолай Васильев собрал и вооружил отнятыми у французов ружьями и саблями отряд в 600 человек. Никто не позаботился систематически, внимательно сохранить для истории память об этих народных героях, а сами они не гнались за славой. Крестьянка деревни Соколово Смоленской губернии Прасковья, оборонявшаяся одна от шести французов, убившая вилами трех из них (в том числе полковника), изранившая и обратившая в бегство трёх остальных, так и осталась для потомства Прасковьей, без фамилии.— Е. В. Тарле. Нашествие Наполеона на Россию
Подобную информацию повторили и другие историки, в частности, Фабиан Гарин (Изгнание Наполеона. М., 1948) и Л. Н. Бычков.
У них выходило, что Самусь был солдатом российской армии (по одной из версии — гусаром Елисаветградского полка), который был ранен при Бородине или же в одной из многочисленных стычек при отступлении армии, попал во французский плен, бежал из плена и создал крупный партизанский отряд из местных крестьян, причинивший неприятелю крупный урон.
Однако, хотя информация о Фёдоре Потапове впервые появляется ещё у дореволюционных историков, и хотя его биография не содержит в себе ничего принципиально невозможного, до нашего времени не сохранилось никакой конкретики, касающейся действий его отряда — ни точного места его дислокации, ни упоминаний в официальных документах того времени, ни информации о награждении руководителя отряда (для сравнения, Стулов и Курин были все-таки награждены Знаками отличия военного ордена). Поэтому современные историки называют Потапова легендарной фигурой (хотя и не настаивают на его легендарности). На складывание истории о Потапове могла повлиять деятельность партизана Четвертакова, о котором сохранились более достоверные свидетельства.